# Lewis B. Patten
Lewis B. Patten, född 13 januari 1915 i Denver, Colorado, död 22 maj 1981, samma plats, var en amerikansk författare som skrev westernromaner främst under eget namn men även under pseudonymerna Lewis Ford, Lee Leighton och Joseph Wayne. De två sistnämnda användes ibland när han skrev ihop med Wayne D. Overholser.
I Sverige utgavs flera av hans böcker av Wennerbergs Förlag i serier som Prärie och Pyramidböckerna.